# Cmentarz wojenny w Aisne-Marne
Cmentarz wojenny w Aisne-Marne – cmentarz żołnierzy amerykańskich w Château-Thierry w północnej Francji.
Cmentarz leży u stóp wzgórz, gdzie rozegrała się bitwa pod Belleau Wood. Łącznie na cmentarzu o powierzchni ponad 42 akrów znajdują się groby 2288 żołnierzy amerykańskich poległych pod Belleau Wood oraz Château-Thierry w trakcie alianckiej ofensywy roku 1918 podczas I wojny światowej. Kaplica, w której znajdują się ciała nieznanych żołnierzy, wznosi się nad okopami oraz dawną linią frontu, na której walczyły jednostki amerykańskie.
Cmentarz jest administrowany przez Amerykańską Komisję Cmentarzy Wojennych (ang. American Battle Monuments Commission ABMC) i jest otwarty codziennie w godzinach 9–17 z wyjątkiem 25 grudnia oraz 1 stycznia.